# Bahía Flandres
La bahía Flandres o Flandes (en la toponimia argentina) es una bahía ubicada entre los cabos Renard y Willems, en la costa Danco al oeste de la península Antártica, Antártida.

## Características
La bahía es profunda, de fondo irregular, y presenta gran cantidad de hielos flotantes a la deriva. Al interior se forman numerosas ensenadas, en las cuales descargan glaciares, rodeados de montañas. Orientada hacia el sudeste, tiene unos 19 kilómetros de ancho en su entrada y 8 kilómetros en el fondo, por 22 kilómetros de profundidad.

## Historia y toponimia
Fue descubierta y explorada en 1898 por E. A. Bel. de la Expedición Antártica Belga, al mando del teniente Adrien de Gerlache, quien la denominó Baie des Flandres por la región histórica del mismo nombre ubicada entre Bélgica, Francia y Países Bajos.
En febrero de 1904 fue cartografiada por la Tercera Expedición Antártica Francesa, al mando de Jean-Baptiste Charcot, y luego por la Cuarta Expedición Antártica Francesa. Se realizó un levantamiento aerofotogramétrico durante la campaña antártica argentina de 1950-1951. Entre 1956 y 1957 fue fotografiada desde el aire por el Falkland Islands and Dependencies Aerial Survey Expedition (FIDASE).
En mapas de 1912 apareció con el nombre de bahía Dallmann en honor a Eduard Dallmann. En la toponimia antártica argentina, se adoptó una traducción del topónimo belga.

## Reclamaciones territoriales
Argentina incluye la bahía en el departamento Antártida Argentina dentro de la provincia de Tierra del Fuego, Antártida e Islas del Atlántico Sur; para Chile forma parte de la comuna Antártica de la provincia Antártica Chilena dentro de la Región de Magallanes y de la Antártica Chilena; y para el Reino Unido integra el Territorio Antártico Británico. Las tres reclamaciones están sujetas a las disposiciones del Tratado Antártico.
Nomenclatura de los países reclamantes: 
- Argentina: bahía Flandes[1][7]
- Chile: bahía Flandres[4]
- Reino Unido: Flandres Bay[5]